# Alimentador de aves

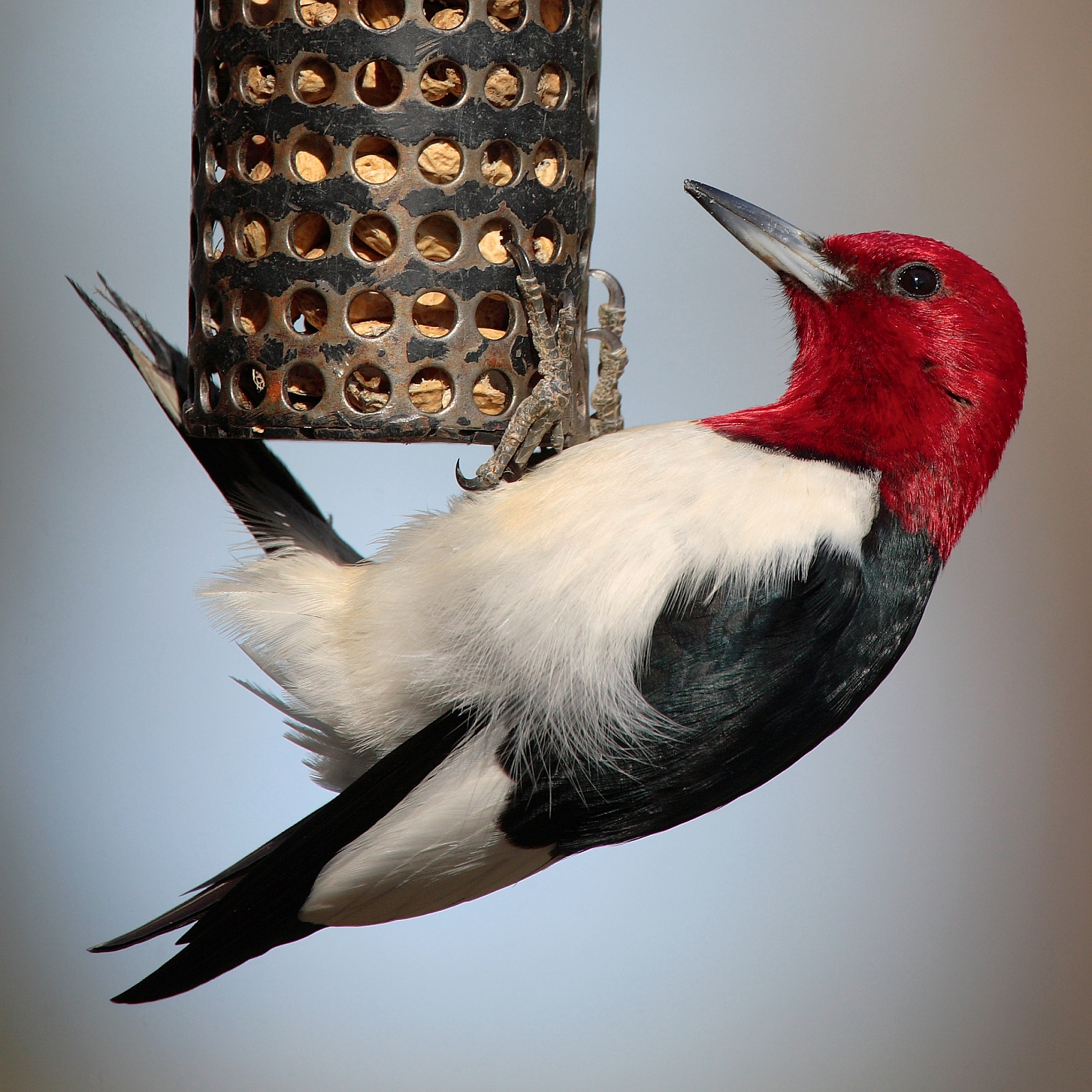
Pica-pau-de-cabeça-vermelha a comer de um alimentador de pássaros.

Um alimentador de aves é um objeto colocado no exterior destinado a fornecer comida às aves, geralmente sementes de milhete, girassol, açafrão-bastardo ou couve-nabiça.

## Tipos de Alimentadores

### Alimentadores de sementes
Alimentadores de sementes são o tipo mais comum de alimentadores. Eles podem variar em design de tubos para funis e bandejas. Sementes de girassol ou sementes mistas são populares para uso nestes alimentadores e atrairão muitos pássaros canoros. Sementes de girassol de óleo preto também são populares entre os entusiastas de aves. A casca exterior das sementes de girassol de óleo preto é mais fina e mais fácil de quebrar do que outros tipos de sementes de girassol. Além disso, o miolo é maior que as sementes de girassol listradas ou brancas.

### Alimentadores para beija-flor

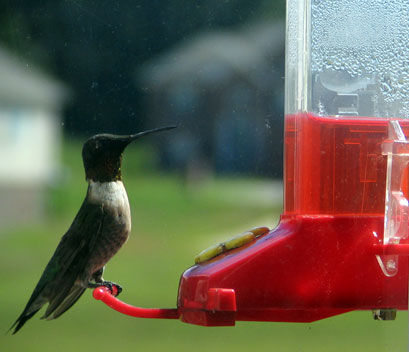
Um alimentador de beija-flor com néctar vermelho.

Os alimentadores de beija-flores, em vez de distribuir sementes, fornecem alimento líquido aos beija-flores na forma de uma solução de açúcar. A solução é normalmente 4 partes de água para 1 parte de açúcar branco. Apenas puro refinado cana branca ou açúcar de beterraba deve ser usado, de acordo com especialistas:
- Marron, turbinada ou açúcar bruto não devem ser usados porque contêm níveis de ferro que podem ser letais.
- O mel não deve ser usado porque promove um crescimento perigoso dos fungos.
- O néctar deve ser trocado a cada 3-5 dias.

Alimentadores de beija-flor geralmente têm acentos vermelhos ou vidro vermelho para ajudar a atrair os beija-flores. A mistura de açúcar é às vezes colorida com corante vermelho para atrair pássaros, embora isso não seja necessário se o alimentador em si é vermelho, e pode realmente ser prejudicial para as aves.